# グラセナッピア (小惑星)
グラセナッピア (857 Glasenappia) は小惑星帯に位置する小惑星である。ロシアの天文学者セルゲイ・イワノヴィチ・ベリャフスキーがシメイズ天文台で発見した。
ロシアの天文学者セルゲイ・グラセナップに因んで命名された。